# Xenon-dioxid
A xenon-dioxid vagy xenon(IV)-oxid a xenon egyik oxidja, képlete XeO2. Először 2011-ben állították elő xenon-tetrafluorid 0 °C-on végzett hidrolízisével (2,00 mol/l-es H2SO4 felhasználásával).

## Szerkezete
Lánc- vagy térhálós szerkezetű, melyben a xenon és az oxigén koordinációs száma rendre négy, illetve kettő. Molekulaszerkezete síknégyzetes, ez összhangban van a vegyértékelektronpár-taszítási elmélet által négy ligandum és két nemkötő elektronpár esetére (AX4E2) jósolttal.
Több évvel korábban Pekka Pyykkö és Tamm ab initio kvantumkémiai módszerekkel már megjósolta a XeO2 molekula létezését, de nem vizsgálták nagyobb szerkezeti egységek kialakulását.

## Tulajdonságai
A XeO2 sárga, narancssárga szilárd anyag. Instabil vegyület, mintegy két perc a felezési ideje, xenon-trioxidra és xenonra bomlik:
3 XeO2 = 2 XeO3 + Xe
Azonosítását és szerkezetmeghatározását −78 °C-ra hűtött mintán végezték Raman-spektroszkópiás vizsgálattal.

## Fordítás
Ez a szócikk részben vagy egészben  a   Xenon dioxide című angol Wikipédia-szócikk ezen változatának fordításán alapul.  Az eredeti cikk szerkesztőit annak laptörténete sorolja fel. Ez a jelzés csupán a megfogalmazás eredetét és a szerzői jogokat jelzi, nem szolgál a cikkben szereplő információk forrásmegjelöléseként.